# Desert kite

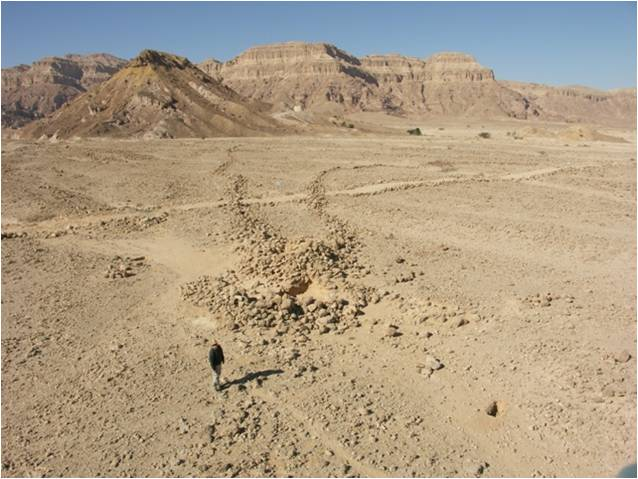
Un Desert kite dans le Néguev (Israël), daté entre 8300 et 4500 av. J.-C.

Un desert kite (« cerf-volant du désert » en français), éventuellement abrégé en kite (« cerf-volant »), est un dispositif de chasse ou d'élevage de hardes d'animaux herbivores utilisé au Moyen-Orient durant le Néolithique. Les kites ont d'abord été interprétés comme des structures à usage cynégétique, c'est-à-dire destinées à mettre en œuvre une technique de chasse, à l'instar des barrages à poissons. Avec la découverte de sites de plus en plus nombreux, il apparait que certaines de ces structures ont pu servir à un usage pastoral ou remplir plusieurs fonctions.

## Description
Un kite est une structure à murs bas, bâtie en pierres sèches. Il consiste en deux longs murs convergeant progressivement jusqu'à un vaste enclos, à la périphérie duquel sont aménagées des fosses. L'ensemble, vu du ciel, rappelle la forme d'un cerf-volant.

## Historique
Des études archéologiques et ethnographiques des XIXe et XXe siècles indiquent que les desert kites du Moyen-Orient étaient utilisés pour piéger du gibier.
La connaissance des desert kites progresse rapidement dans les années 2010 grâce au recours massif aux prises de vue satellitaires. Une base de données recensant les kites, Globalkites, est mise en projet en 2012, puis mise en ligne.
La découverte de desert kites au Yémen dans les années 2000 amène à une nouvelle interprétation due aux différences importantes entre les kites yéménites et ceux déjà connus ailleurs, par exemple en Syrie. Cela conduit à remettre en cause l'hypothèse d'une fonction cynégétique pour les kites yéménites.

## Plan architectural
En 2023, une équipe d'archéologues du laboratoire Archéorient découvre en Jordanie, sur le site d'un kite, un bloc de calcaire d'environ 80 cm de haut et pesant 92 kg, sur lequel est gravé un plan à l'échelle représentant le kite. Ce plan détaillé, gravé il y a environ 9 000 ans, est en 2023 le plus ancien plan architectural connu. Un autre plan de kite, plus grand (4 m) mais moins détaillé, est connu en Arabie saoudite, et daté d'environ 8 000 ans,.
Quelques fenêtres d'études  ont été définies en 2013 sur les 6 600 kites répartie sur une aire géographique représentant environ 3 500 Km de long depuis l'Arabie occidentale jusqu'au plateau d'Ustyurt dans le Kazakhstan.
Dans l'ensemble désertique qui traverse la Syrie, la Jordanie et l'Arabie saoudite que l'on nomme le Harrat al-Shaam ou leur durée d'utilisation avoisine les 3 000 ans, ce qui justifie les différentes dispositions et modifications.

### Jordanie
- Desert Jibal al-Khashabiyeh, au sud-est du pays, découvert en 2021 par une équipe d'archéologues jordaniens et français. Le site a livré deux stèles à visages humains de 112 cm de haut, ainsi que des silex, des statuettes, 150 fossiles marins placés de certaine façon[7].

### Arménie
- Aragats

### Arabie- Saoudite
Dans le Harrat Khaybar. Ici dans les confins septentrionaux ils semblent être répartis sur des dizaines de kilomètres  ou par petits groupes prenant des formes triangulaires dont les com liaisons entre elles formaient à chaque angle des fosses dont l'ensemble formaient des constructions impressionnantes.

### Kazakhstan
- Ustyurt

Avec en plus d'autres lieux disséminés sur plusieurs dizaines de kilomètres ou par petits groupes rarement isolés.

### Syrie
Dans les montagnes de Palmyre
Dans le sud-ouest de la Syrie ces constructions sont plus petites, ne comportant que deux ou trois fosses.